# Pimelimyia natalensis
Pimelimyia natalensis là một loài ruồi trong họ Tachinidae.